# 沃州體育館
沃州體育館（法語：Vaudoise aréna），臨時名稱為马莱空间（Espace Malley），是一座位於瑞士洛桑普里伊的綜合性體育館。
體育館於2019年9月24日啟用，體育館興建於原馬爾里冰場的舊址上，2020年冬季青年奧林匹克運動會開幕式於此舉行。

## 歷史
該設施是為舉辦2020年冬季青年奧林匹克運動會而建造的，是將舉辦2020年IIHF世界錦標賽的兩個場館之一，但容量減少了8,500個。

## 外部連結
- 官方网站 （法文）